# 204 هـ
204 هـ هي سنة في التقويم الهجري امتدت مقابلةً في التقويم الميلادي بين سنتي 819 و820.

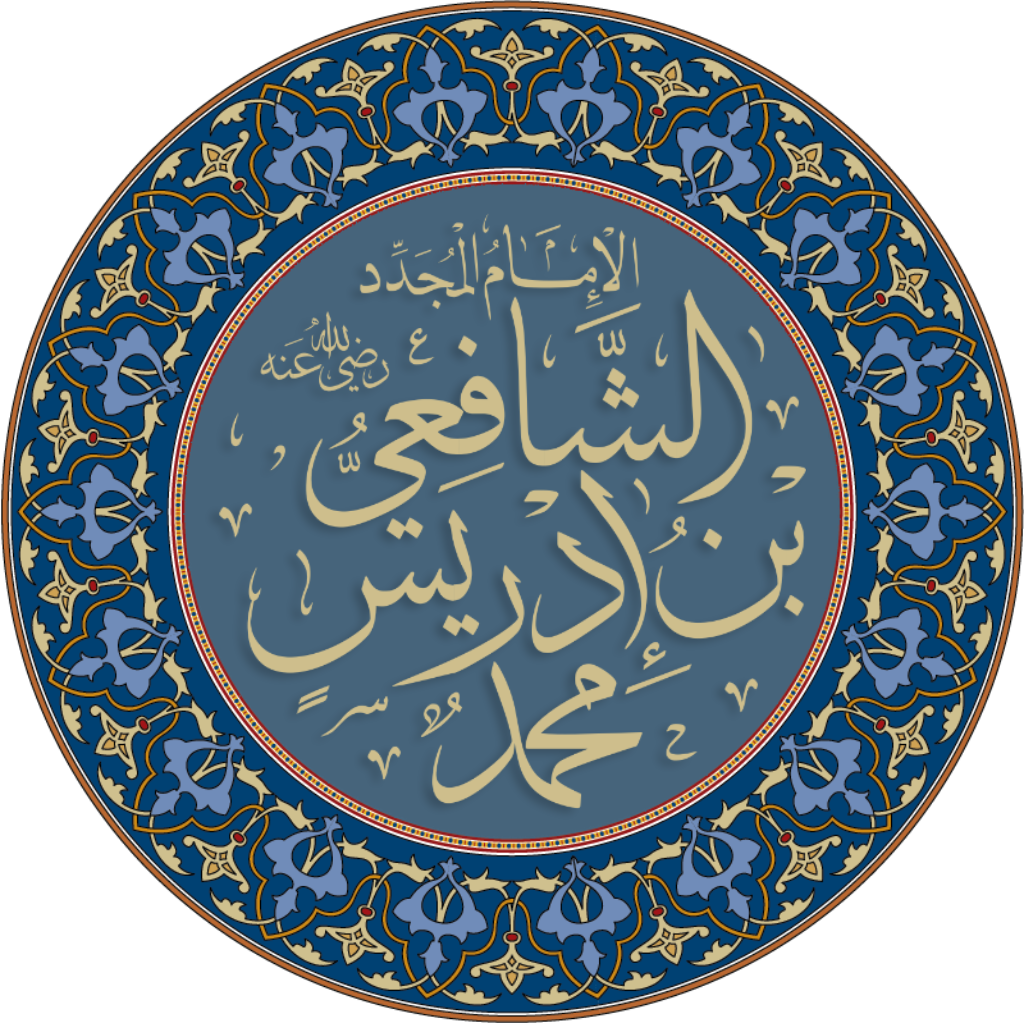
محمد بن إدريس الشافعي

## أحداث
- بداية جلوس الإمام أحمد بن حنبل للتحديث والإفتاء في بغداد بعد بلوغه عمر الأربعين.

## مواليد
- ابن طيفور - مؤرخ واديب وجغرافي عراقي.
- أحمد بن أبي سليمان - شاعر من القيروان.
- الإمام مسلم - من مصنفي الأحاديث, وهو مصنف كتاب صحيح مسلم.

## وفيات
- أبو بكر الحنفي
- أبو عامر العقدي
- أشهب بن عبد العزيز القيسي
- ابن الكلبي
- الحسن بن زياد اللؤلؤي
- شجاع بن الوليد
- محمد بن عبيد الطنافسي
- محمد بن عبيد بن أبي أمية
- محمد بن إدريس الشافعي - أحد أئمّة أهل السنة وهو صاحب المذهب الشافعي في الفقه الإسلامي.
- ابن السائب الكلبي - عالم أنساب وأخبار العرب.
- أبو داود الطيالسي - من أهل الحديث.
- إسحاق بن الفرات، قاضي وفقيه الديار المصرية.
- أشهب بن عبد العزيز القيسي، مفتي مصر.